# Hellering
Pour les articles homonymes, voir Hellering (homonymie).
Hellering est une ancienne commune de Moselle en région Grand Est, rattachée à Hombourg-Haut en 1811.

## Toponymie
Anciens noms, : Elringa (1335), Elleringa (1338), Helringen (1408), Halring (1688), Halringen (1715), Hellering (1793).

## Histoire
Depuis 1611, elle forme avec son château une seigneurie à part entière. 
En 1701, elle fait partie du marquisat de Faulquemont et est également annexe de la paroisse de Petit-Ebersviller. 
Elle est rattachée à Hombourg-Haut par décret du 19 mars 1811.

## Démographie
| 1793 | 1800 | 1806 |
| ---- | ---- | ---- |
| 185  | 252  | 221  |

## Lieux et monuments
- Château de Hellering (château en ruines).
- Ferme de Hellering
- Chapelle Saint-Lambert.
- Chapelle Saint-Isidore-Saint-Hubert et Saint-Joseph.
- Ancien cimetière israélite, fondé vers le milieu du XVIIIe siècle, la plus ancienne tombe date de 1756, remplacé à partir de 1901 par celui de Saint-Avold rue des Carrières à Hellering.

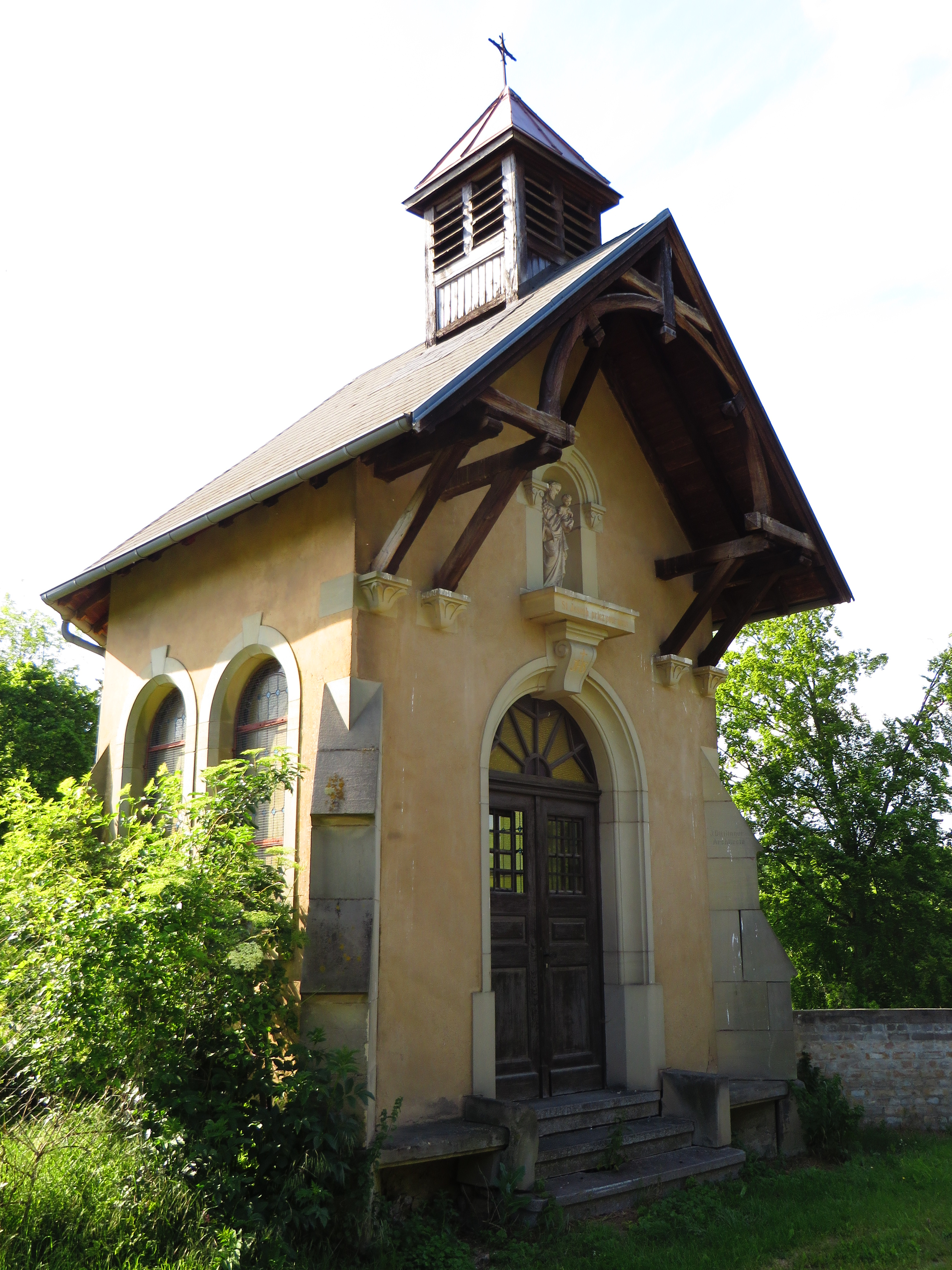
Chapelle Saint-Joseph.
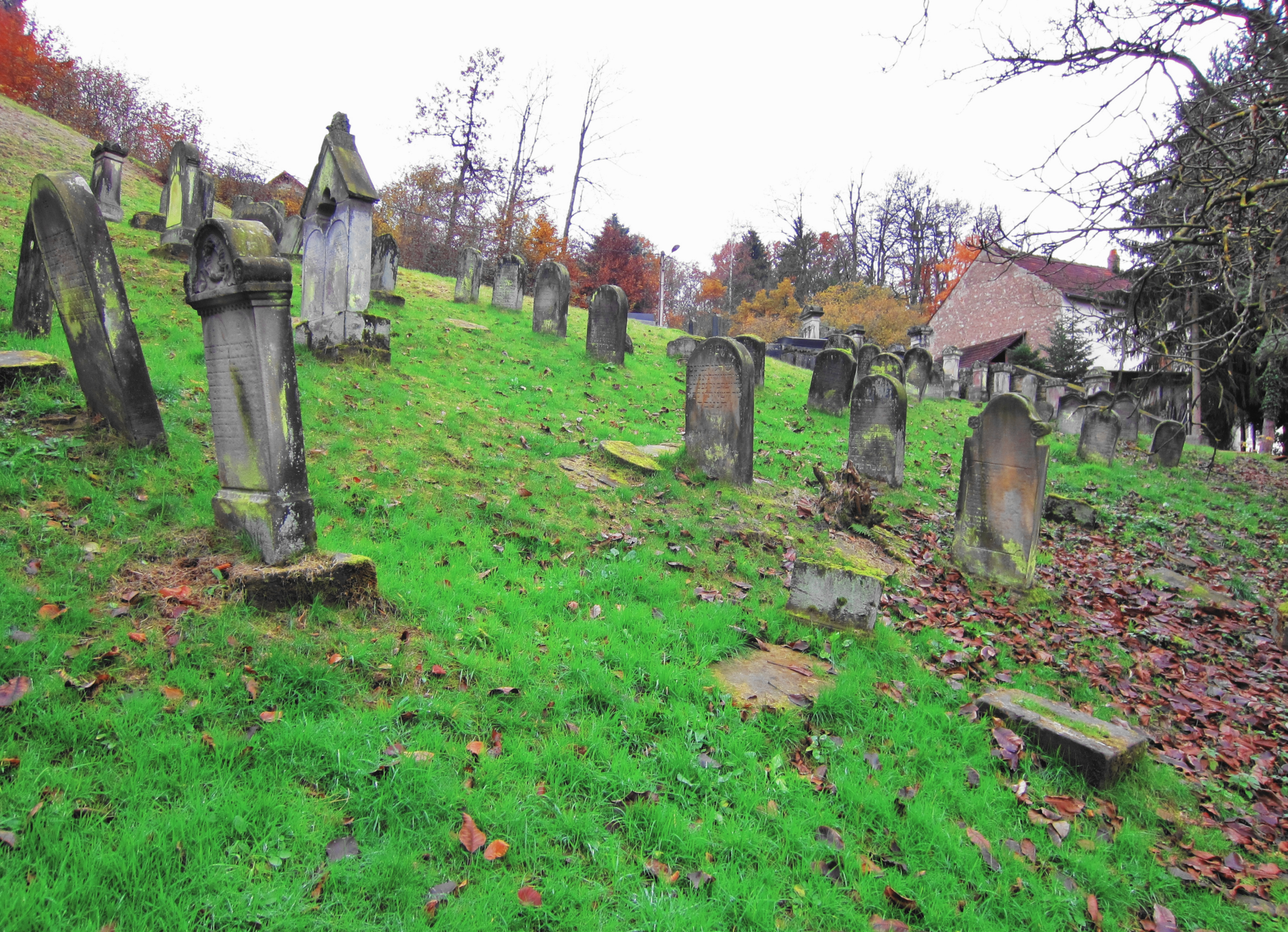
Cimetière israélite à Hellering (Hombourg-Haut).